# Seznam českých šlechtických rodů, J
Tento seznam obsahuje výčet šlechtických rodů, které byly v minulosti spjaty s Českým královstvím Podmínkou uvedení je držba majetku, která byla v minulosti jedním z hlavních atributů šlechty, případně, zejména u šlechty novodobé, jejich služby ve státní správě na území Českého království či podnikatelské aktivity. Platí rovněž, že u šlechty, která nedržela konkrétní nemovitý majetek, jsou uvedeny celé rody, tj. rodiny, které na daném území žily alespoň po dvě generace, nejsou tudíž zahrnuti a počítáni za domácí šlechtu jednotlivci, kteří zde vykonávali pouze určité funkce (politické, vojenské apod.) po přechodnou či krátkou dobu. Nejsou rovněž zahrnuti církevní hodnostáři z řad šlechty, kteří pocházeli ze šlechtických rodů z jiných zemí.

## J
- Jakschové z Wartenhorstu[1]
- Jankovští z Vlašimi
- Janovští z Janovic a Klenové
- Jeníkové z Bratřic[2]
- Jeníkové z Gamsendorfu
- Jeníškové z Újezda
- Jenšíkové z Ježova
- Jenštejnové z Jenštejna
- Jezberovští z Olivové Hory[2]
- Junckerové z Bigata[1]
- Janovici erbu orlice (Kolowratové)